# William Neville, I conte di Kent
William Neville (1405 – 9 gennaio 1463) è stato un nobile e militare inglese jure uxoris sesto barone Fauconberg.

## Biografia
Era figlio di Ralph Neville, I conte di Westmorland e della seconda moglie Joan Beaufort.
Sua madre era figlia legittima di Giovanni Plantageneto, I duca di Lancaster, figlio di Edoardo III d'Inghilterra. Questa parentela poneva William nella linea di successione alla corona, tuttavia i termini di legittimazione della famiglia Beaufort li escludevano da ogni pretesa al trono.
William contrasse un matrimonio vantaggioso sposando intorno al 1422 l'ereditiera Joan Fauconberg, grazie al quale ottenne il titolo di Lord Fauconberg. Le proprietà dei Fauconberg si trovavano nel nord dello North Yorkshire, centro di potere di altri membri della famiglia Neville.

## L'alleanza coi Lancaster
Durante la prima parte del regno di Enrico VI d'Inghilterra William fu impegnato militarmente in varie occasioni. Nominato cavaliere nel maggio del 1426, prestò servizio nei confini scozzesi nel 1435. Nel 1436 fu agli ordini di Riccardo Plantageneto, III duca di York in Francia. Dal 1439 fu comandante di campo in Francia.
All'assedio di Harfleur nel 1440 venne creato cavaliere dell'ordine della giarrettiera per la sua partecipazione alle campagne del 1438-39, in particolare per la cattura di Meaux

## Ascendenza
|                                            |                           |                                 | Genitori                                           |  |  | Nonni |  |  | Bisnonni                                 |  |  | Trisnonni                               |  |
|                                            |                           |                                 |                                                    |  |  |       |  |  | Ralph Neville, II barone Neville di Raby |  |  | Ralph Neville, I barone Neville di Raby |  |
|                                            |                           |                                 |                                                    |  |  |       |  |  | Ralph Neville, II barone Neville di Raby |  |  | Ralph Neville, I barone Neville di Raby |  |
|                                            |                           | Eupheme de Clavering            |                                                    |  |  |       |  |  | Ralph Neville, II barone Neville di Raby |  |  |                                         |  |
| John Neville, III barone Neville di Raby   |                           |                                 |                                                    |  |  |       |  |  | Ralph Neville, II barone Neville di Raby |  |  |                                         |  |
|                                            |                           | Alice de Audley                 | Hugh de Audley, I barone Audley di Stratton Audley |  |  |       |  |  |                                          |  |  |                                         |  |
|                                            |                           | Alice de Audley                 | Hugh de Audley, I barone Audley di Stratton Audley |  |  |       |  |  |                                          |  |  |                                         |  |
|                                            |                           | Alice de Audley                 | Isolde Mortimer                                    |  |  |       |  |  |                                          |  |  |                                         |  |
| Ralph Neville, I conte di Westmorland      |                           | Alice de Audley                 |                                                    |  |  |       |  |  |                                          |  |  |                                         |  |
|                                            |                           | Henry de Percy, II barone Percy | Henry de Percy, I barone Percy                     |  |  |       |  |  |                                          |  |  |                                         |  |
|                                            |                           | Henry de Percy, II barone Percy | Henry de Percy, I barone Percy                     |  |  |       |  |  |                                          |  |  |                                         |  |
|                                            |                           | Henry de Percy, II barone Percy | Eleanor FitzAlan                                   |  |  |       |  |  |                                          |  |  |                                         |  |
| Maud Percy                                 |                           | Henry de Percy, II barone Percy |                                                    |  |  |       |  |  |                                          |  |  |                                         |  |
|                                            |                           | Idoine de Clifford              | Robert de Clifford, I barone Clifford              |  |  |       |  |  |                                          |  |  |                                         |  |
|                                            |                           | Idoine de Clifford              | Robert de Clifford, I barone Clifford              |  |  |       |  |  |                                          |  |  |                                         |  |
|                                            |                           | Idoine de Clifford              | Maud de Clare                                      |  |  |       |  |  |                                          |  |  |                                         |  |
| William Neville, I conte di Kent           |                           | Idoine de Clifford              |                                                    |  |  |       |  |  |                                          |  |  |                                         |  |
|                                            | Edoardo III d'Inghilterra | Edoardo II d'Inghilterra        |                                                    |  |  |       |  |  |                                          |  |  |                                         |  |
|                                            | Edoardo III d'Inghilterra | Edoardo II d'Inghilterra        |                                                    |  |  |       |  |  |                                          |  |  |                                         |  |
|                                            | Edoardo III d'Inghilterra | Isabella di Francia             |                                                    |  |  |       |  |  |                                          |  |  |                                         |  |
| Giovanni Plantageneto, I duca di Lancaster | Edoardo III d'Inghilterra |                                 |                                                    |  |  |       |  |  |                                          |  |  |                                         |  |
|                                            |                           | Filippa di Hainaut              | Guglielmo I di Hainaut                             |  |  |       |  |  |                                          |  |  |                                         |  |
|                                            |                           | Filippa di Hainaut              | Guglielmo I di Hainaut                             |  |  |       |  |  |                                          |  |  |                                         |  |
|                                            |                           | Filippa di Hainaut              | Giovanna di Valois                                 |  |  |       |  |  |                                          |  |  |                                         |  |
| Joan Beaufort                              |                           | Filippa di Hainaut              |                                                    |  |  |       |  |  |                                          |  |  |                                         |  |
|                                            |                           | Payne De Roet                   | …                                                  |  |  |       |  |  |                                          |  |  |                                         |  |
|                                            |                           | Payne De Roet                   | …                                                  |  |  |       |  |  |                                          |  |  |                                         |  |
|                                            |                           | Payne De Roet                   | …                                                  |  |  |       |  |  |                                          |  |  |                                         |  |
| Katherine Swynford                         |                           | Payne De Roet                   |                                                    |  |  |       |  |  |                                          |  |  |                                         |  |
|                                            |                           | …                               | …                                                  |  |  |       |  |  |                                          |  |  |                                         |  |
|                                            |                           | …                               | …                                                  |  |  |       |  |  |                                          |  |  |                                         |  |
|                                            |                           | …                               | …                                                  |  |  |       |  |  |                                          |  |  |                                         |  |
|                                            |                           | …                               |                                                    |  |  |       |  |  |                                          |  |  |                                         |  |